# Vaja
Vaja (korábban: Nyírvaja) város Szabolcs-Szatmár-Bereg vármegyében, a Mátészalkai járásban.

## Fekvése
A vármegye középső-keleti részén helyezkedik el, a Nyírség északi peremén.  Különálló településrésze az északi határszéle közelében Rákóczitanya.
A térség fontosabb települései közül Rohod 3, Őr 4, Jármi 9,5, Mátészalka 14,, Vásárosnamény pedig 20 kilométer távolságra található.
A szomszédos települések: észak felől Nyírmada, északkelet felől Pusztadobos, kelet felől Nyírparasznya, délkelet felől Papos, dél felől Őr, délnyugat felől Kántorjánosi, nyugat felől Baktalórántháza, északnyugat felől pedig Rohod.

### Megközelítése
Legfontosabb közúri elérési útvonala a 49-es főút, amely a nyugati határszéle közelében, a várostól alig 2 kilométerre ágazik ki a 41-es főútból az országhatár irányába, és végighalad a lakott területén. Az ország távolabbi részei felől a 41-es, majd a 49-es főúton érhető el a legegyszerűbben, míg Ópályival a 4116-os út kapcsolja össze.
Vasúton a Nyíregyháza–Vásárosnamény-vasútvonalon érhető el, amelynek két megállási pontja van itt, az egyik a szomszéd faluval közös. Vaja-Rohod vasútállomás a belterület északi részén helyezkedik el, nem messze a 49-es főút vasúti keresztezésétől, közúti elérését az abból kiágazó, rövidke 41 311-es számú mellékút teszi lehetővé. Rákóczitanya megállóhely a névadó településrész déli széle közelében található, közúton csak a 41-es főút felől érhető el, a 41 101-es számú mellékúton.

## Története

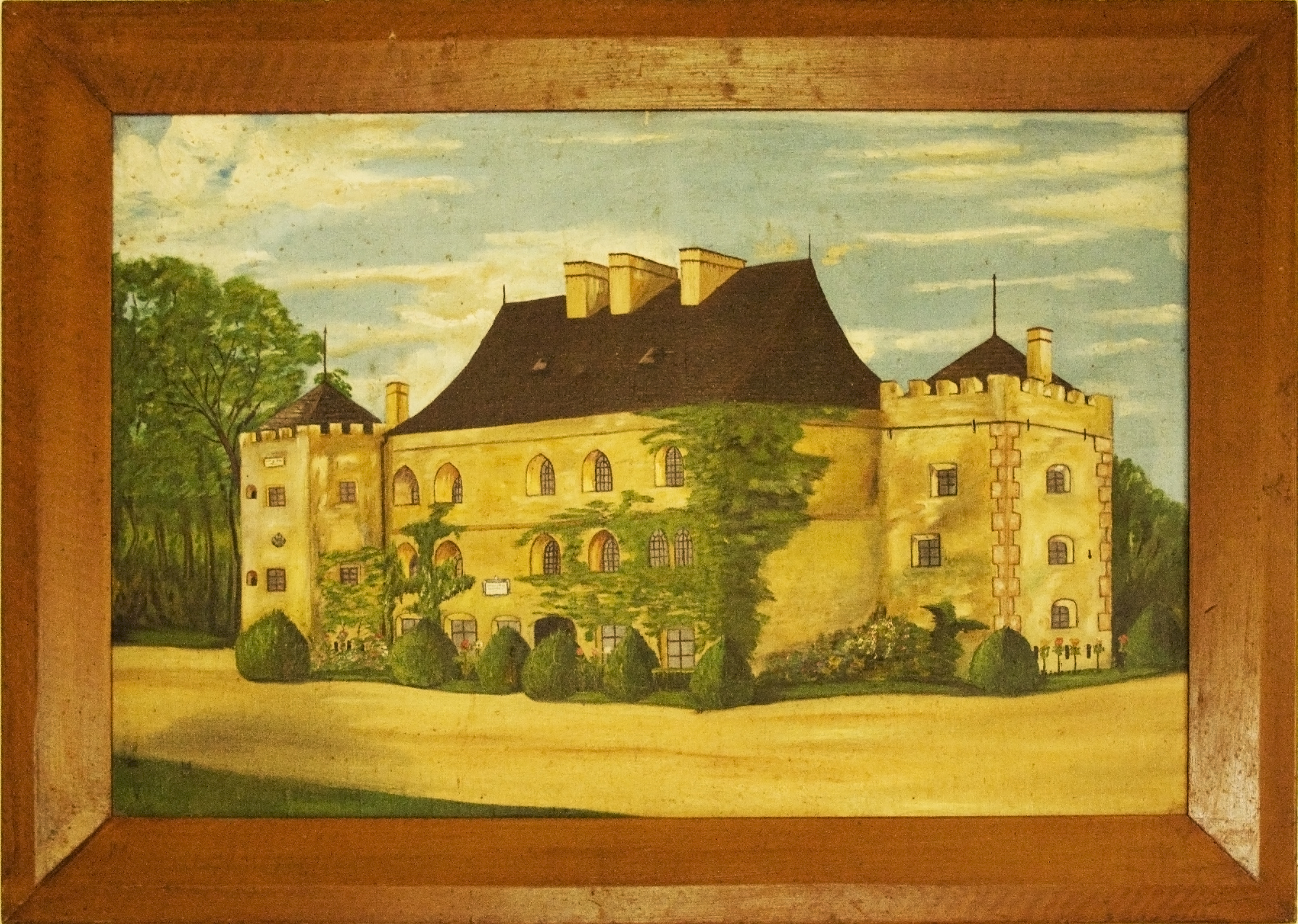
A Vay-kastély 1906-ban. (Ismeretlen festő műve)

Neve személynévi eredetű, valószínűleg egykori tulajdonosáról kapta. Először 1272-ben említik IV. Béla király birtokadományozásakor, ekkor a név Woya és Waya alakokban fordult elő. 1312-ben már a Vay család birtokaként van említve a település. 1370 körül Vay László váradi püspök volt a tulajdonosa. A család címerét Vay Titusz kapta Zsigmond királytól hűségéért, vitézi tetteiért.
1412-ben Csernavodai István, a szomszédos Papos birtokosának jobbágyait a Vay család tagjai Vajára költöztették. 1418-ban Vajának már pallosjoga is volt.
A Vajai vár egykor terjedelmes erősség volt, a mostani épülettől kissé távolabb álló templom volt a várkápolna. A vár jelenleg fennálló épülete a réginek csupán a lakórészét képezte. A tatár invázió alatt itt húzták meg magukat a szabolcsi rendek is, és itt tárgyalták meg Rákóczival a szatmári békét.
A 16. században – házasság révén – az Ibrányiak, valamint a Jármy család is szerzett itt birtokrészt.
1578-ban Nagyvaja és Kustosvég mint két különálló falu van említve.
Az 1700-as évek végén 650 fő lakosa volt a településnek. A református gyülekezet tagjainak anyakönyvezése 1714-ben indult meg.

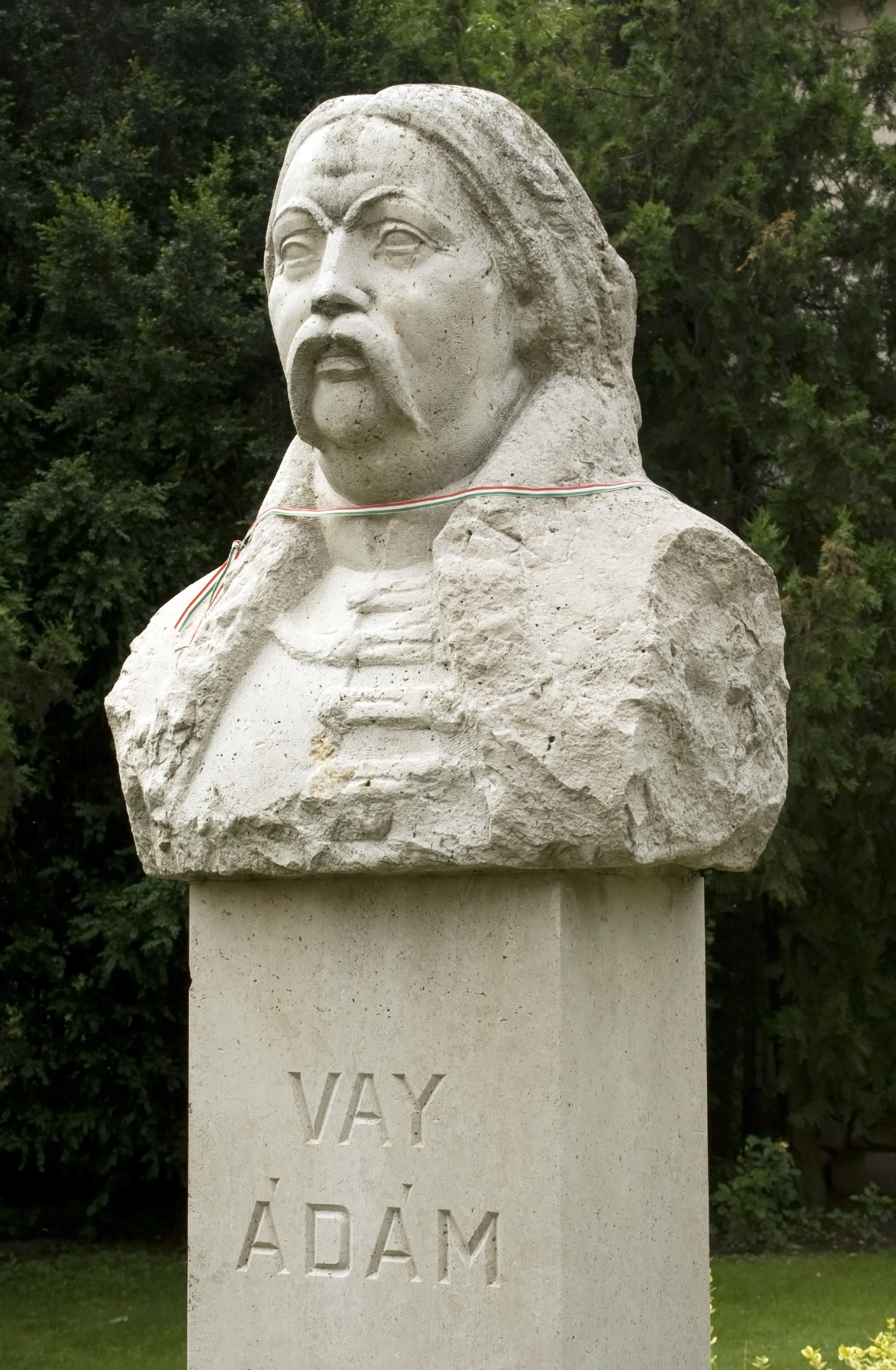
Vay Ádám szobra a kastély szoborparkjában

1711-ben itt, a vajai várban találkozott II. Rákóczi Ferenc Pálffy János gróffal, a magyarországi császári csapatok főparancsnokával, néhány nappal azelőtt, hogy végleg elhagyta az országot. A vajai vár urát, kuruc Vay Ádámot is bujdosásai során érte a halál. Danzigban halt meg 1719-ben. 1906-ban, Rákóczi és bujdosótársainak újratemetésekor Vay Ádám hamvait is hazaszállították, s Vaján temették el. Síremléke a református templom előtti parkban áll.
A jobbágyfelszabadításkor, 1848-ban a falu lakossága már 1002 fő volt. 1939 végén a faluból 524 fő református vajai költözött át a Baranya vármegyei Magyarbólyba. A Vay család az 1940-es évekig birtokosa maradt a településnek.
2009. július 1. óta város.

## Közélete

### Polgármesterei
| 1990–1994 | Tisza László         | független   |
| 1994–1998 | Balogh Gyula         | független   |
| 1998–2002 | Tisza Sándor         | független   |
| 2002–2006 | Tisza Sándor         | független   |
| 2006–2010 | Tisza Sándor         | független   |
| 2010–2014 | Tisza Sándor         | független   |
| 2014–2019 | Tisza Sándor         | független   |
| 2019–2020 | Tisza Sándor         | független   |
| 2020–2024 | Tisza Sándor Rajmund | független   |
| 2024–     | Tisza Sándor Rajmund | Fidesz-KDNP |

A településen 2020. szeptember 6-án időközi polgármester-választást kellett tartani, mert a kisvárost 1998-tól vezető Tisza Sándor 2020. május 2-án, 56 évesen váratlanul elhunyt. A választást a korábbi polgármester fia nyerte meg.

## Népesség
A település népességének változása:
| Lakosok száma | 3639 | 3588 | 3515 | 3488 | 3329 | 3402 | 3368 |
|               | 2013 | 2014 | 2015 | 2021 | 2022 | 2023 | 2024 |

2001-ben a település lakosságának 96%-a magyar, 4%-a cigány nemzetiségűnek vallotta magát.
2019-ben a település lakossága 3683 volt.
A 2011-es népszámlálás során a lakosok 91,4%-a magyarnak, 3% cigánynak, 0,2% románnak mondta magát (8,5% nem nyilatkozott; a kettős identitások miatt a végösszeg nagyobb lehet 100%-nál). A vallási megoszlás a következő volt: római katolikus 10,4%, református 65,7%, görögkatolikus 9,1%, felekezeten kívüli 1,9% (10,7% nem válaszolt).
2022-ben a lakosság 92,7%-a vallotta magát magyarnak, 2,2% cigánynak, 0,4% ukránnak, 0,1-0,1% németnek, bolgárnak és románnak, 0,9% egyéb, nem hazai nemzetiségűnek (7,3% nem nyilatkozott; a kettős identitások miatt a végösszeg nagyobb lehet 100%-nál). Vallásuk szerint 8,1% volt római katolikus, 52,1% református, 6,5% görög katolikus, 2,6% egyéb keresztény, 6,6% felekezeten kívüli (23,9% nem válaszolt).

## Nevezetességei

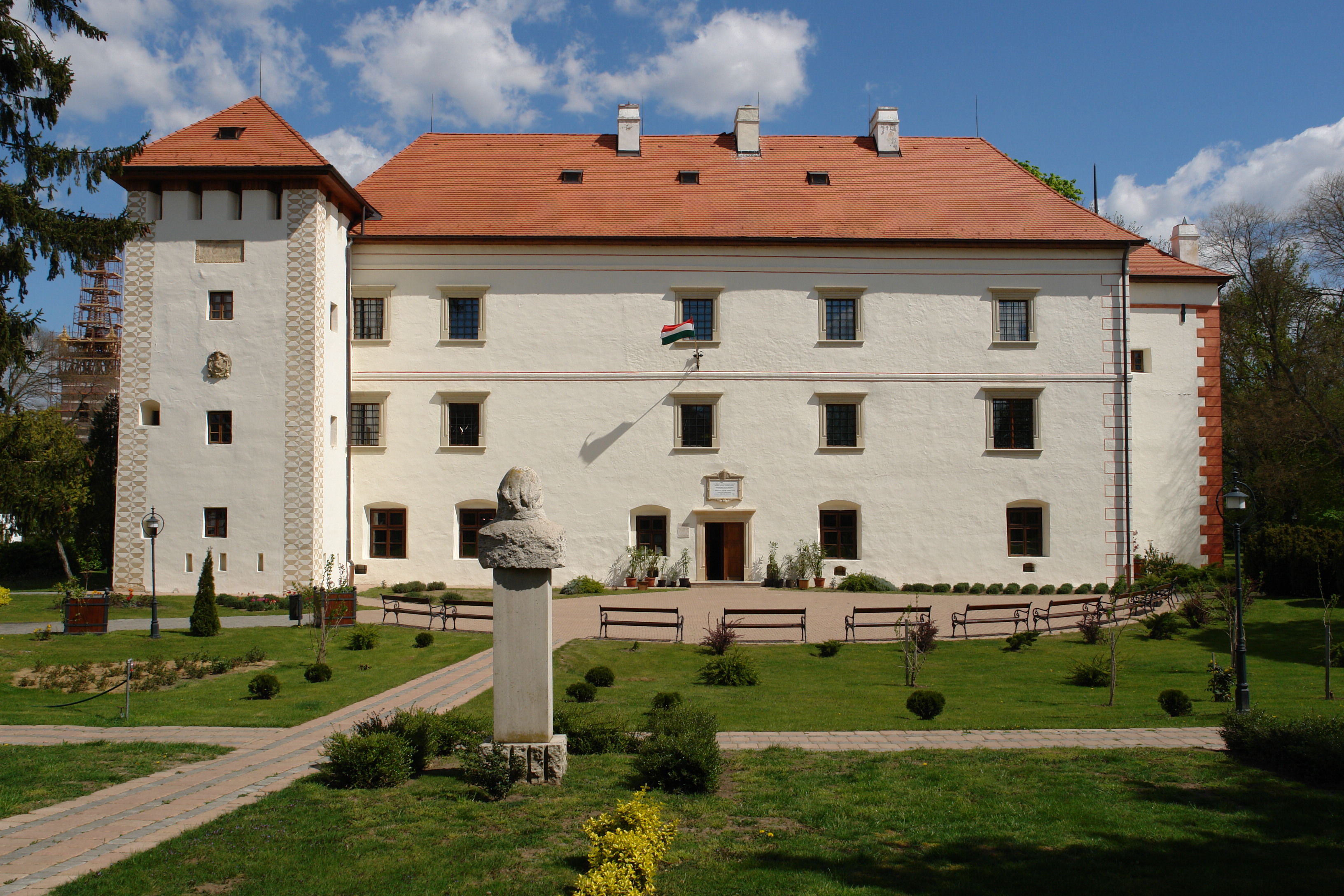
Vaja várkastélya

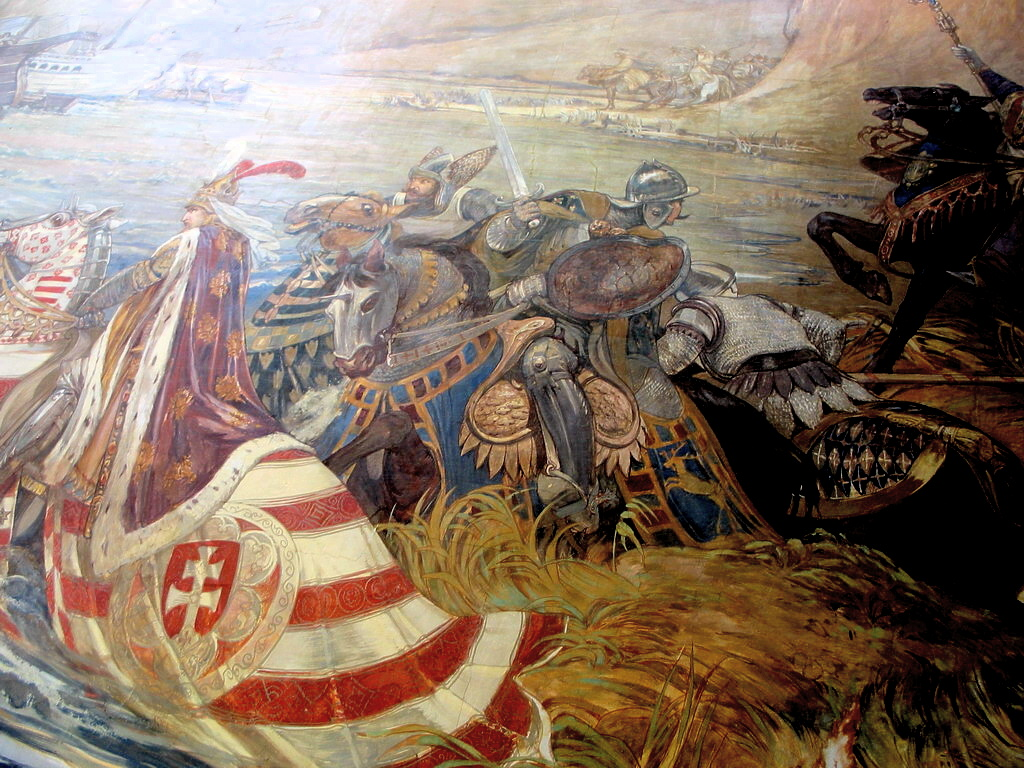
Nikápolyi csata (Lohr Ferenc festménye)

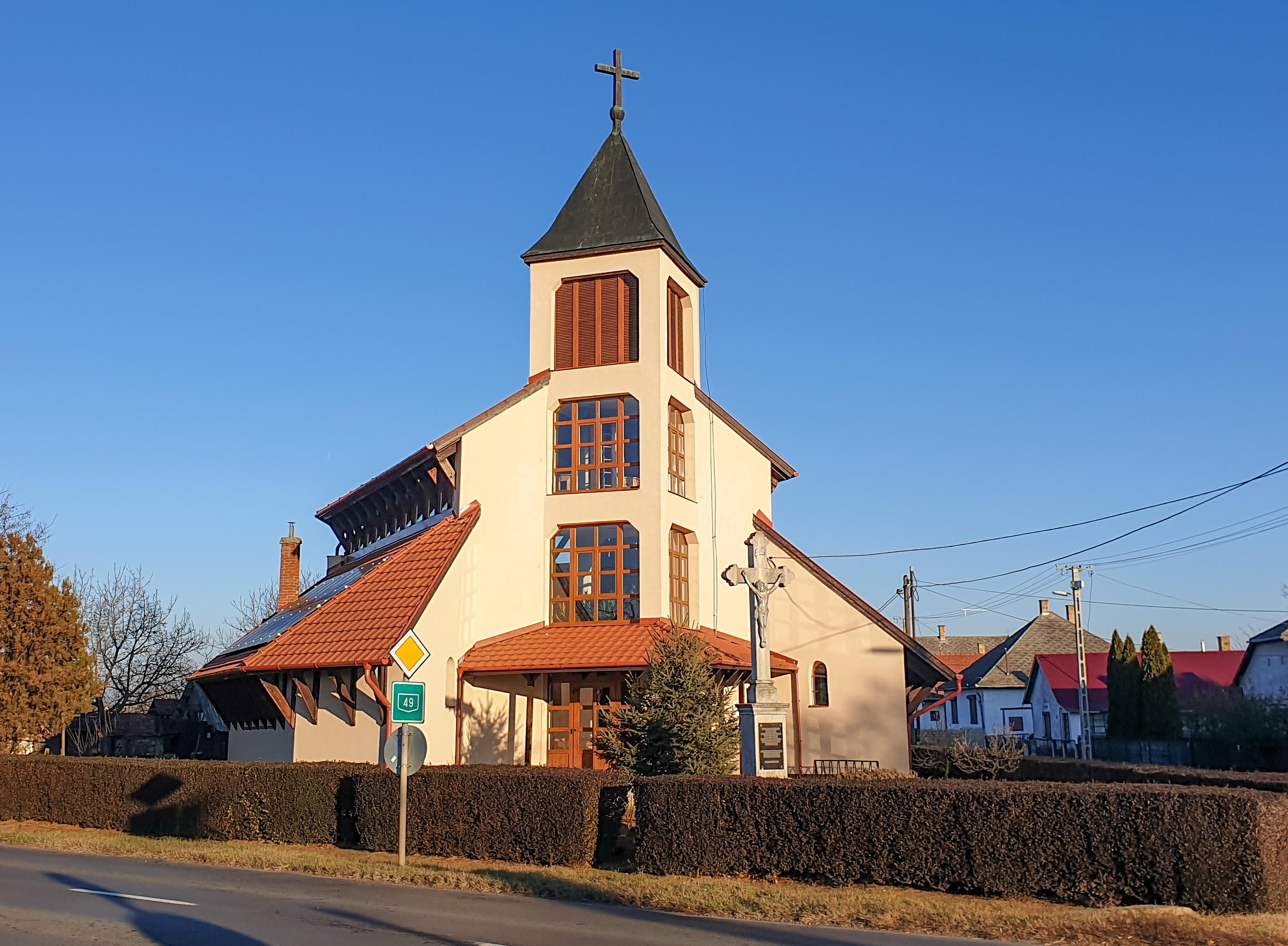
Az 1980-as években épült katolikus templom

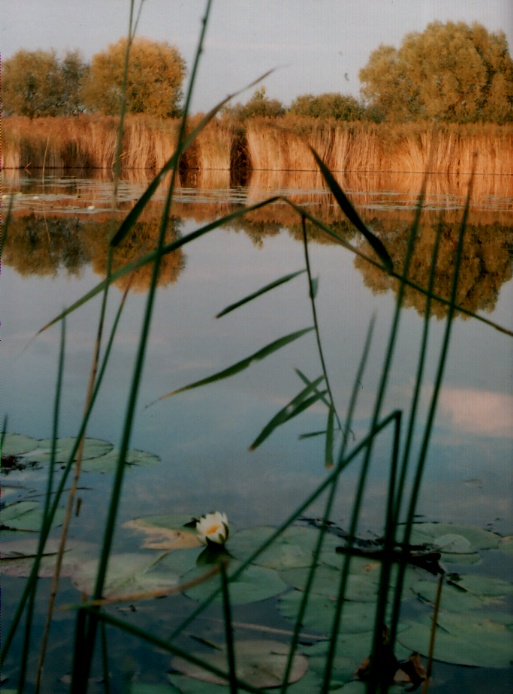
Vajai tó

- A 16-17. században épült vajai vár – benne a Vay Ádám Múzeum, amely Vay Ádámról, II. Rákóczi Ferenc udvari kapitányáról kapta a nevét.
- A kastély II. emeleti nagytermének mennyezet-freskója – A Vay család 1896-ban, a honfoglalás ezeréves évfordulójának emlékére készíttette. Alkotója Lohr Ferenc festőművész volt, aki az 1396-os nikápolyi csata azon eseményét örökítette meg, amikor a Vay család egyik tagja, Vay Titusz, Zsigmond királyt kimenekíti a csatából.
- A kastély parkjában található a szoborpark, ahol a kuruc kor és a Rákóczi-szabadságharc híres személyeinek mellszobrai láthatók:
  - II. Rákóczi Ferenc
  - Zrínyi Ilona
  - Vay Ádám
  - Bottyán János
  - Béri Balogh Ádám
  - Radvánszky János
  - Nyúzó Mihály
- Vay Ádám Holló Barnabás által készített síremléke a református templom előtti parkban.
- Az 1980-as években modern katolikus templom épült a városban

A váron kívül még két műemléki védelem alatt álló épület áll a városban: az Árpád-kori református templom és egy régi lakóház.
1941-ben valamennyi aradi vértanúról utcát neveztek el.
A Vajai tó 2025-re teljesen kiszáradt a csapadékhiány, a mezőgazdasági öntözés és a talajvízszint csökkenése következtében.

## Híres vajaiak
- Vay Ádám (Vaja, 1656 – Dancka, 1719. I. 31.)
- vitéz Csengeri Imre (1893–1941) – az I. világháború hőse, a Vitézi Rend elsőként felavatott tagja. Életének jelentős részét Vaján töltötte, itt gazdálkodott, és itt is helyezték végső nyugalomra.
- Molnár Mátyás (1923–1982) – A Vay Ádám Múzeum alapítója és vezetője
- Vántus István (Vaja, 1935 – Debrecen, 1992) zeneszerző
- Tömör-Tones Zsolt (Budapest, 1971–)
- Kun Szabó Melinda (Budapest, 1966–)

## Tárogatósok
A kuruc emlékeket őrző városban alakult meg a Rákóczi Tárogató Egyesület, amely magára vállalta, hogy összefogja a hagyományos magyar hangszer, a tárogató hazai és külföldi megszólaltatóit. Az egyesület évente országos tárogatós találkozót, négyévente pedig világtalálkozót rendez. Az utóbbi eseményre, amelyet más-más településen rendeznek, számos európai országból és még a tengerentúlról is érkeznek művészek.